# Онопрієнко Максим Валентинович
Онопрієнко Максим Валентинович (нар. 12 жовтня 1980, Тарту, Естонія) — український продюсер кіно-, телевиробництва, генеральний директор Запорізької Незалежної Телерадіокомпанії «TV5». Член Національної ради України з питань телебачення і радіомовлення за квотою Верховної Ради України з травня 2019 року.
У 2001 році закінчив Вищий Духовний Інститут, м. Львів, бакалавр філософії. У 2012 отримав диплом бакалавра КНЕУ, ф-т міжнародна економіка та менеджмент; у квітні 2019 — здобув кваліфікацію магістра Міжнародної економіки. Продюсер повнометражних художніх, документальних фільмів, телесеріалу та реаліті-шоу.

## Біографія
Онопрієнко Максим Валентинович народився 12 жовтня 1980 року у місті Тарту, Естонія.
У 1997 році із золотою медаллю закінчив середню школу № 2 в м. Стрий, Львівська область. У 2001 році отримав диплом бакалавра філософії Вищого Духовного інституту в місті Львів. У 2011 році отримав діплом бакалавра, а у 2019 році захистив ступінь магістра на факультеті міжнародної економіки і менеджменту в Київському Національному Економічному Університеті. У 2010 році закінчив курс Producing в New York Film Academy.

## Кар'єра
Медійну кар'єру розпочав у 2002 році у Видавничому Домі «Companion Group», в якому до 2005 року був Group Brand Manager ділового аналітичного журналу «Комп&ньон» та ділового журналу «&.СТРАТЕГИИ» (Київ).
З 2005 до 2007 року реалізовував інтерактивні проєкти на телеканалах СТБ, ТРК Україна, ICTV, 5 канал.
У 2008—2013 роках як незалежний кіно- та телепродюсер реалізував проєкти:
- х/ф «Случайная запись»[3], road movie, етер 19 квітня 2009, телеканал «Інтер», Україна;
- х/ф «Rock'n'Ball»[4], повний метр, 2011—2012 рр. — міжнародна фестивальна дистрибуція, участь і нагороди в понад 20 міжнародних кінофестивалях[5].

У 2011 році виступив виконавчим продюсером з української сторони у реалізації міжнародного форматного Реаліті-шоу «Big Brother Ukraine», етер 18 вересня — 25 грудня 2011, телеканал «К1», Україна.
Також, y 2011 pоці співорганізатор авторського курсу майстеркласів з кінематографії Вальдемара Дзикі (Польща).
Протягом 2012—2013 років знімав цикл науково-публіцистичних програм «Україна: забута історія», 12 фільмів, етер 11 листопада 2012-31 березня 2013, телеканал «МЕГА».
У 2013 році входив до складу міжнародного журі Національного Конкурсу 43 Міжнародного Кінофестивалю «МОЛОДІСТЬ», м. Київ.
З травня 2013 до липня 2014 року працював виконавчим продюсером Медіа Груп «Нові Проекти».
Від серпня 2014 року працював генеральним директором. запорізької незалежної телерадіокомпанії «TV5». Під керівництвом Максима Онопрієнка на телеканалі відбувся ребрендинг, було оновлено технічну базу, змінилася мережа мовлення, почалося виробництво документальних фільмів.
У 2015 році дві програми власного виробництва TV5 отримали золоті статуетки премії «Телетріумф», у 2016 — ще одну. У 2017 році на повну потужність запрацював власний телепродакшн з виробництва телевізійних проєктів різних жанрів. У цьому ж році телеканал TV5 встановив національний рекорд України на найбільшу новорічну ялинку з автомобілів. А у 2018 році керований Максимом Онопрієнко телеканал TV5 здобув ще 6 статуеток премії «Телетріумф», виборовши перемогу у всіх регіональних номінаціях.
У березні 2018 року — Максим Онопрієнко увійшов до складу Української Телевізійної Академії.
У листопаді 2018 року Телеканал TV5 отримав супутникову ліцензію та розпочав мовлення на всю Україну та інші країни в зоні супутникового сигналу.
30 травня 2019 року призначений Верховною Радою України на посаду члена Національної ради України з питань телебачення і радіомовлення.